# Миликън
Миликън (на английски: Milliken) е град в окръг Уелд, щата Колорадо, САЩ. Миликън е с население от 2888 жители (2000) и обща площ от 14,8 km². Намира се на 1448 m надморска височина. ЗИП кодът му е 80543, а телефонният му код е 970.